# Tiendeveen
Tiendeveen is een dorp in de gemeente Hoogeveen, provincie Drenthe (Nederland). Het heeft ongeveer 665 inwoners en ligt aan het Linthorst Homankanaal.

## Geschiedenis
Tiendeveen dankt zijn naam aan een afspraak dat voor een tiende deel turf mocht worden gegraven. Rond 1830 bestond Tiendeveen uit drie veenvelden ('De Drie Veenen') die werden afgegraven: het Wijstersche, het Spieringer en het Drijbersche Tiendeveen. In 1849 kocht een groep van vier participanten 700 hectare veengrond in de zuidpunt van de gemeente Beilen om die te vervenen. Een van deze participanten, Jan Coenraad Rahder, kreeg na een onderlinge ruzie het alleenrecht op dit grondgebied. Hij stichtte in 1863 een school voor de kinderen van zijn arbeiders. Nadat het veen afgegraven was, werd Tiendeveen een boerendorp. Later vestigden zich er ook arbeiders die in fabrieken in Hoogeveen werkten. Er is ook de vlag van Tiendeveen.

## Voorzieningen
Het dorp heeft een eigen openbare basisschool,'OBS Tiendeveen', in het multifunctioneel centrum 'De Eiken'. In dit MFC zijn ook het dorpshuis 'De Eiken', de voetbalclub VV Tiendeveen en de peuterspeelzaal gevestigd.
De plaatselijke voetbalclub is VV Tiendeveen.

## Evenementen
Sinds 2010 wordt in december jaarlijks het 'NK Carbid Darten' gehouden op het voetbalveld naast het MFC.
Ieder jaar wordt in augustus de feestweek van Tiendeveen gehouden.

## Geboren
- Janne IJmker, kinderboeken- en romanschrijfster

Alteveer · Elim · Fluitenberg · Hollandscheveld · Hoogeveen · Nieuw Moscou · Nieuweroord · Nieuwlande (deels) · Nijstad · Noordscheschut · Pesse · Stuifzand · Tiendeveen

Drenthe: Steden en dorpen      Nederland: Provincies · Gemeenten